# Barmer Wald

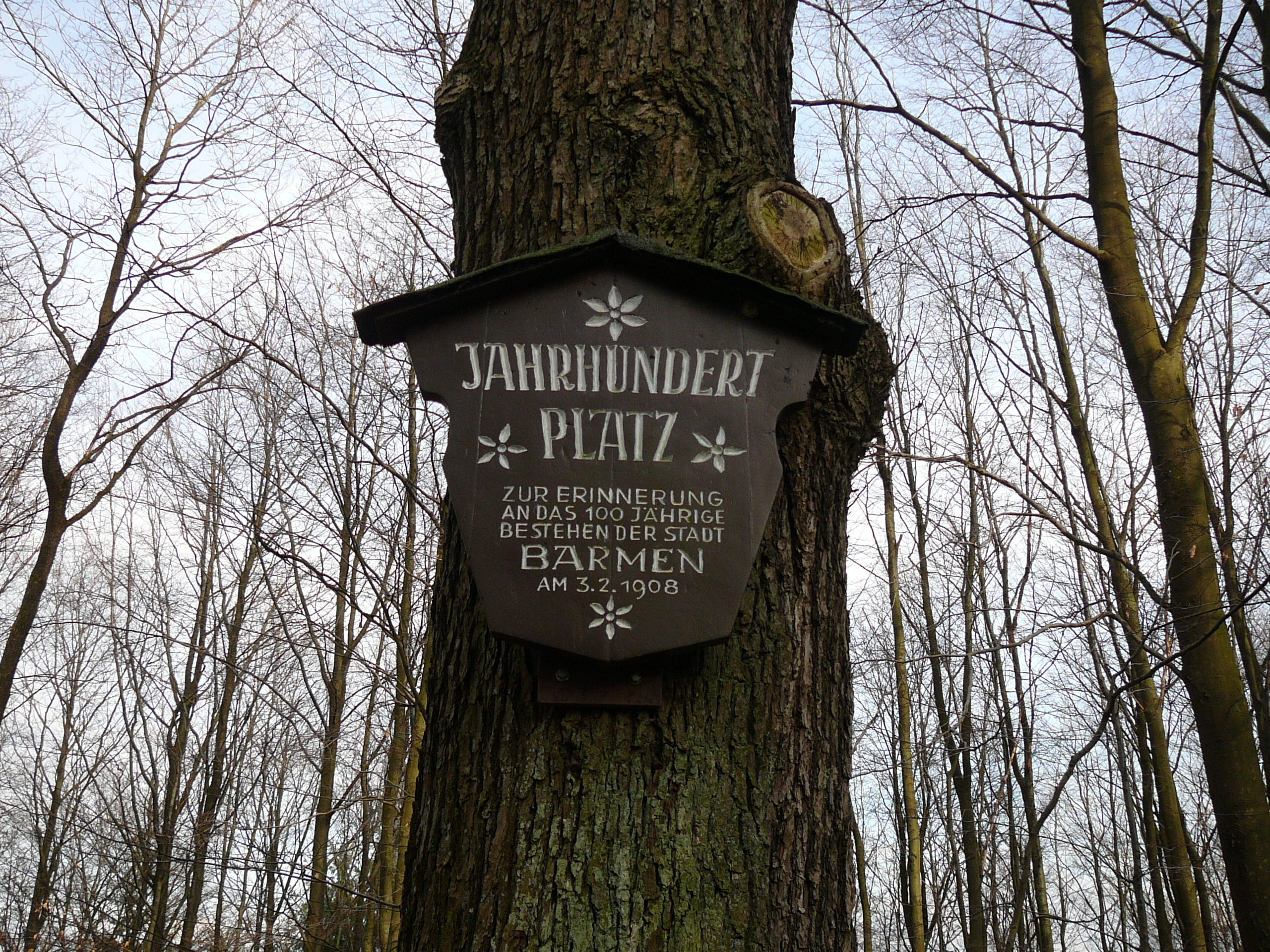
Die Jahrhunderteiche am Jahrhundertplatz

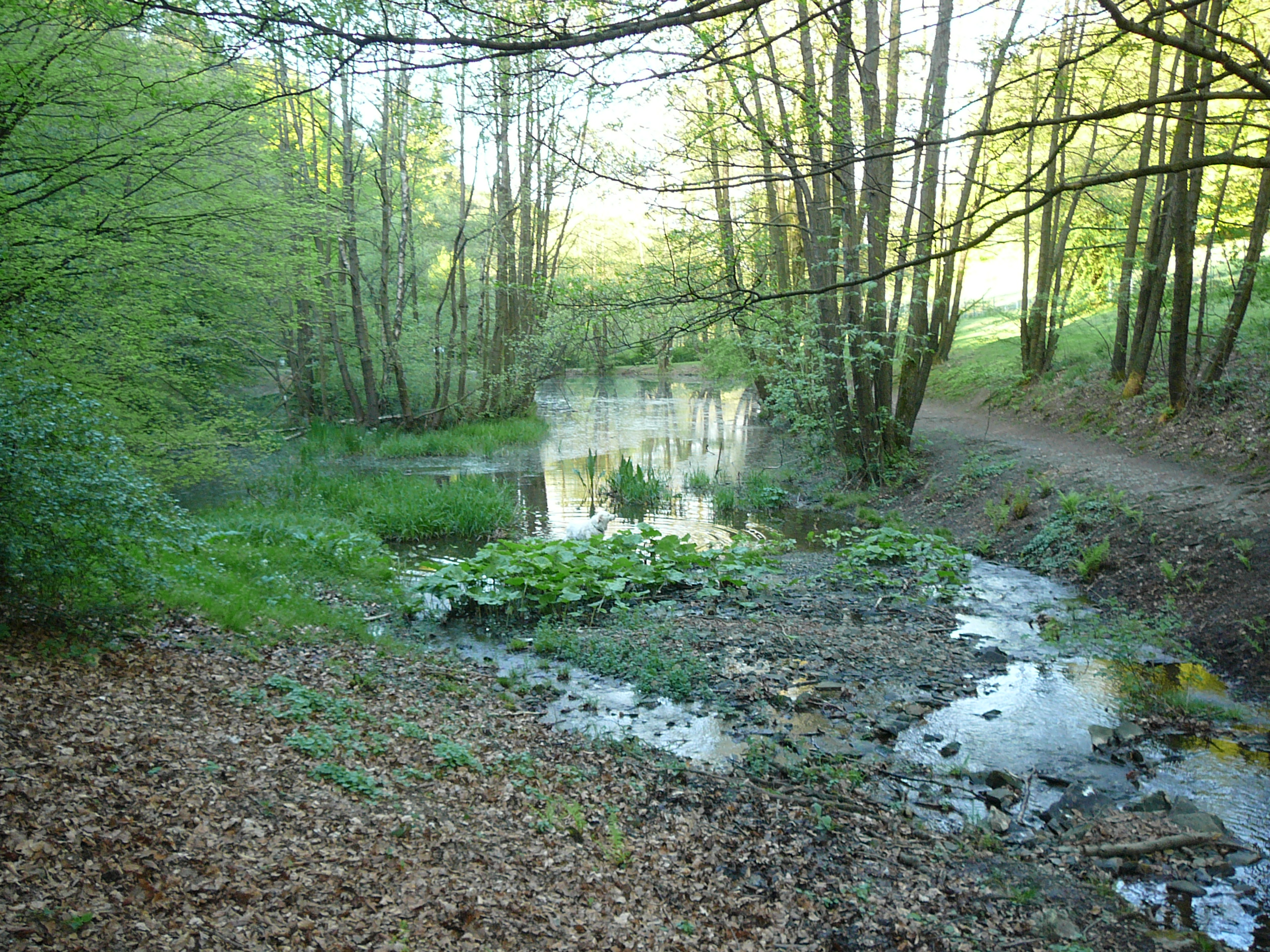
Bachaue des Murmelbachs

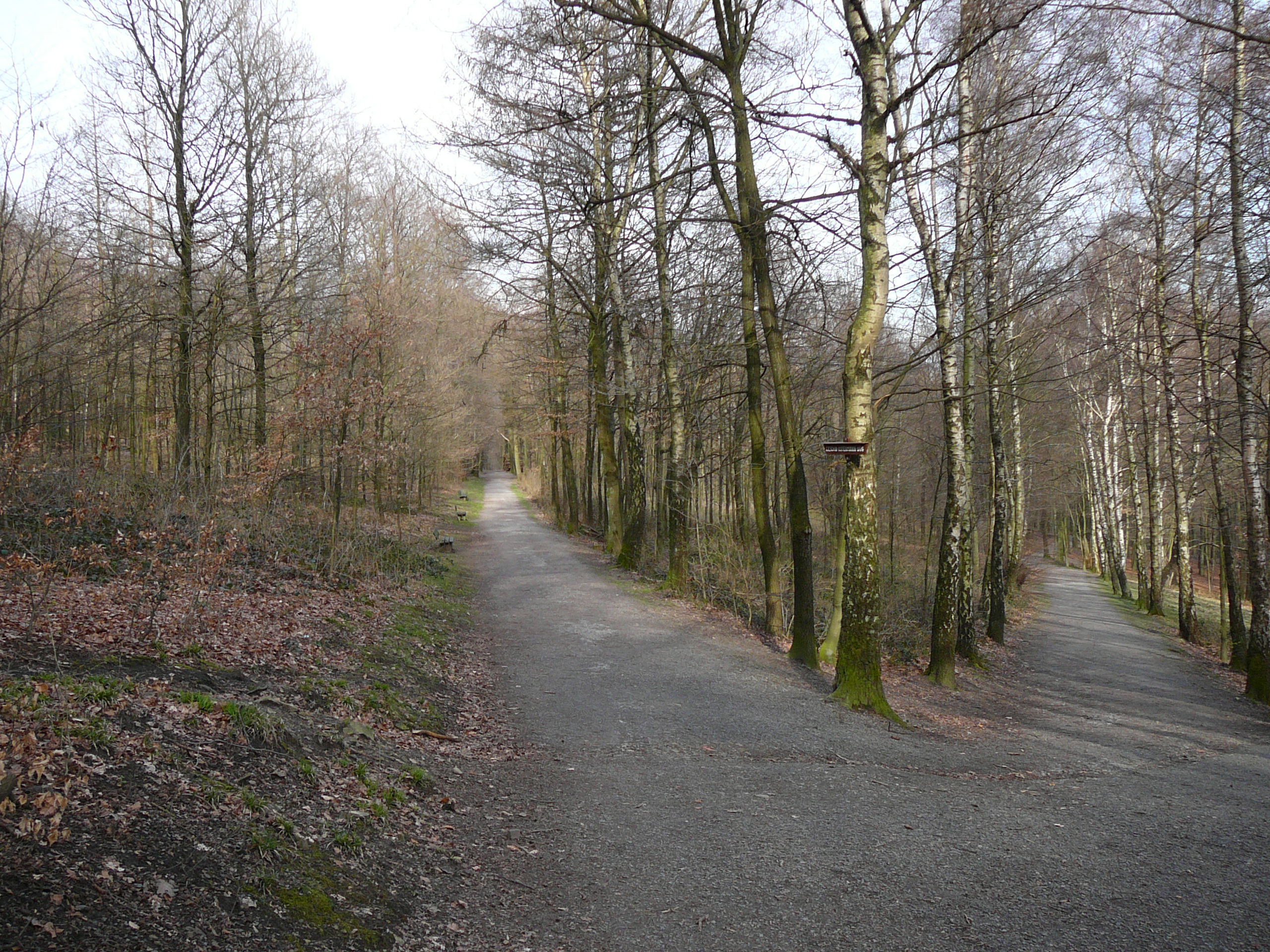
Wege im Barmer Wald

Der Barmer Wald ist ein Erholungswald im Wuppertaler Stadtbezirk Heckinghausen. Er bildet den südlichen Teil der Barmer Anlagen des Barmer Verschönerungsvereins.

## Lage
Das von vielen Wegen erschlossene Waldgebiet ist der Rest des mittelalterlichen, genossenschaftlich genutzten Barmer Gemarkenwaldes der Barmer Höfe. Er erstreckt sich von den Wuppertaler Südhöhen im Norden, wo er an die Parkanlagen der Barmer Anlagen grenzt, und fällt nach Süden in das naturgeschützte Murmelbachtal ab. Im Westen reicht er bis an das Villenviertel um den Toelleturm heran und läuft im Südwesten zu dem Vorwerkpark hin aus. Der Süden des Waldes grenzt an den ehemaligen Standortübungsplatz Scharpenacken und die Siedlung Konradswüste am Hammesberg. Über das Tal des Murmelbachs hinweg reicht der Wald hinauf bis zur Kaiser-Wilhelm-Höhe auf dem Gipfel des Bergs Deisemannskopf (282 m), von dem das Gelände steil in Heckinghauser Wohngebiete abfällt. Der höchste Punkt des Waldes liegt auf 330 Meter über NN.

## Sehenswürdigkeiten
Aufgrund der Nutzung als Erholungswald der Barmer Anlage ist der Wald mit einem dichten Wegenetz erschlossen. Kreuzungen, Plätze und Wege erinnern mit ihren Namen oft an Barmer Honoratioren wie die Bredthöhe an den Barmer Oberbürgermeister August Wilhelm Bredt (1817–1895) oder sind wie der Kuckucksweg oder der Waldweg nach natürlichen Gegebenheiten benannt. An dem Jahrhundertplatz wurde am 3. Februar 1908 zur Erinnerung an das 100-jährige Bestehen der Stadt Barmen die Jahrhunderteiche gepflanzt. Zahlreiche Gedenksteine wurden an Kreuzungspunkten aufgestellt. Im Wald liegt der Ehrenfriedhof Barmen, wo Gefallene der Weltkriege bestattet wurden.
Das naturgeschützte Tal des Murmelbachs ist dagegen weitestgehend naturbelassen, den Bachlauf begleiten zahlreiche Teiche. Das einzige Gebäude im Tal ist das Pilgerheim Murmelbachtal. Auf der Kaiser-Wilhelm-Höhe befand sich im ersten Drittel des 20. Jahrhunderts ein Aussichtsturm. Im Barmer Wald sind noch als Bodendenkmal geschützte Reste der Barmer Linie der Bergischen Landwehr vorhanden.